# Pseudbarydia crespula
Pseudbarydia crespula är en fjärilsart som beskrevs av Heinrich Benno Möschler 1880. Pseudbarydia crespula ingår i släktet Pseudbarydia och familjen nattflyn. Inga underarter finns listade i Catalogue of Life.